# Ciglenik (Oriovac)
Ciglenik je naseljeno mjesto u Republici Hrvatskoj u sastavu općine Oriovca u Brodsko-posavskoj županiji.

## Zemljopis
Ciglenik se nalaze 6 km zapadno od Oriovca, 23 kilometra zapadno od Slavonskog Broda, na lijevoj obali rijeke Orljave, susjedna naselja su Lužani na jugu te Bečic na sjeveru. Sa sjevera i istoka naselje okružuju obronci Dilj - gore. Uzvisine Jelinak i Zukača dominiraju nad selom i ravnicom desne obale rijeke Orljave.   

## Povijest
Do 1900. godine naselje zvalo Ciglenik, da bi u periodu od 1900. do 1981. naselje nosilo ime Ciglenik Lužanski.

## Šport
- NK Omladinac Ciglenik-Bečic

## Stanovništvo
Prema popisu stanovništva iz 2011. godine Ciglenik je imao 159 stanovnika, dok je 2001. godine imao 164 stanovnika, od čega 161 Hrvata.
| broj stanovnika | 222   | 267   | 259   | 317   | 320   | 388   | 354   | 362   | 406   | 397   | 377   | 314   | 239   | 223   | 189   | 159   | 133   |
|                 | 1857. | 1869. | 1880. | 1890. | 1900. | 1910. | 1921. | 1931. | 1948. | 1953. | 1961. | 1971. | 1981. | 1991. | 2001. | 2011. | 2021. |

## Gospodarstvo
Kontinentska klima, struktura tla te blizina rijeke uvjetovali su na ovom području razvoj ratarstva, stočarstva, voćarstva, vinogradarstva i povrtlarstva.

## Udruge
- DVD Ciglenik-Bečic
- TU Orljava-Ciglenik

## Poznate osobe
- Franjo Grčević – sudionik NOB-a od 1942. do 1952.